# سباستین مندز
سباستین مندز (انگلیسی: Sebastián Méndez؛ زادهٔ ۴ ژوئیهٔ ۱۹۷۷) بازیکن فوتبال اهل آرژانتین است.
از باشگاه‌هایی که در آن بازی کرده‌است می‌توان به باشگاه فوتبال بانفیلد، باشگاه فوتبال ولز سارسفیلد، باشگاه فوتبال سلتاویگو، و باشگاه ورزشی سن لورنسو آلماگرو اشاره کرد.
وی همچنین در تیم ملی فوتبال آرژانتین بازی کرده‌است.